# ワンダフルライフ (映画)
『ワンダフルライフ』（英: After Life）は、1999年公開の日本映画。監督は是枝裕和。

## 概要
ドキュメンタリー出身の作風を生かし、出演者に簡単な状況設定のみを与え、即興で作られたシーンが多い。その手法は第3作目の『DISTANCE』、第4作目の『誰も知らない』でも引き継がれている。ヴェネツィア国際映画祭などで受賞した前作に引き続き、日本国内よりもアメリカやカナダでの評価の方が高く、ハリウッドでのリメイクも決定している。2021年にはジャック・ソーンの手で戯曲化もされ、ロンドンのドーフマン劇場で上演された。

## ストーリー
「貴方の一番大切な思い出を1つだけ選んでください。」
死んでから死後の世界へと旅立つまでの1週間、死者達は「そこ」で一番大切な思い出を選ぶ。その思い出は、彼らと「そこ」のスタッフ達の手によって映画として再現される。そして、その記憶が頭の中に鮮明に蘇った瞬間、彼らはその「一番大切な記憶」だけを胸に死後の世界へと旅立っていく。選んでください。貴方の一番大切な思い出はなんですか?

## 出演
- 望月隆：ARATA
- 里中しおり：小田エリカ
- 川嶋さとる：寺島進
- 杉江卓郎：内藤剛志
- 中村健之助：谷啓
- 伊勢谷友介：伊勢谷友介
- 庄田義助：由利徹
- 守衛：横山あきお
- 西村キヨ：原ひさ子
- 天野信子：白川和子
- 吉野香奈：吉野紗香
- 山本賢司：志賀廣太郎
- 渡辺一朗：内藤武敏、阿部サダヲ（青春時代）
- 渡辺京子：香川京子（特別出演）、石堂夏央（青春時代）
- 食堂係：山口美也子、木村多江
- 受付係：平岩友美

## スタッフ
- 監督・脚本：是枝裕和
- ゼネラルプロデューサー：重延浩
- プロデューサー：佐藤志保、秋枝正幸
- 企画：安田匡裕
- 撮影：山崎裕
- 美術：磯見俊裕、郡司英雄
- 編集：是枝裕和
- 音楽：笠松泰洋
- 照明：佐藤譲
- 録音：滝澤修
- 助監督：高橋巌
- 製作協力：IMAGICA

## 受賞歴
- ナント三大陸映画祭 グランプリ
- サン・セバスチャン映画祭 国際映画批評家連盟賞
- トリノ映画祭 最優秀脚本賞
- ブエノスアイレス映画祭 グランプリ、最優秀脚本賞
- サンダンスおよびロッテルダム映画祭 正式招待作品
- 高崎映画祭 最優秀作品賞、最優秀助演男優賞（寺島進）、最優秀新人男優賞（ARATA）